# 긍정적 행동 지원
행동수정과 관리는 문제행동의 빈도, 강도, 지속시간 등의 증감을 목표로 삼고 혐오처치를 사용하기도 했던 데 반해, 긍정적 행동 지원(Positive behavior support, ,PBS)은 선행사건 조정, 대체행동 교수, 후속결과 조정 등을 통한 긍정적인 절차를 강조하고, 환경에서 행동에 영향을 미치는 환경적ㆍ맥락적 변인을 강조한다. 또한 긍정적 행동지원은 특정 행동의 변화를 넘어서 그 행동지원이 교육, 주거, 직업, 사회적 성과 면에서 긍정적 영향을 미치는지 보아야 한다고 강조한다. 기능적 행동 평가에 기초하여 행동지원 계획이 수립되어야 하므로 기능적 행동 평가와 짝을 이루는 말이다. 긍정적 행동 지원 계획은 개인의 행동 문제를 제거하기보다는 바람직하고 적절한 행동을 보일 가능성을 최대화시키도록 환경을 조정하는 데 초점을 둔다. 그리고 행동 문제를 감소 내지 제거하기는 하지만, 바람직한 행동을 격려함으로써 해결한다.

## 지원 방법
긍정적 행동 지원은 환경적ㆍ맥락적 변인 조정과 대체 행동 교수로 나누어 설명할 수 있다. 첫째, 환경적ㆍ맥락적 변인은 기능적 행동 평가를 통하여 문제 행동이 발생할 가능성이 높은 상황을 파악하여 환경을 조정해 주는 것을 말한다. 둘째, 대체 행동 교수는 기능적 행동 평가에 기반하여 행동의 기능을 먼저 파악하고 난 후에, 그 기능을 효율적이고 효과적으로 대체해 줄 수 있는, 바람직한 행동을 찾아서 가르치는 것을 말한다. 대체 행동을 가르칠 때에는 바람직한 행동을 하는 것과 문제행동을 하지 않는 것을 강화하는데, 강화 방법에는 문제 행동이 아닌 다른 행동에 대한 차별 강화, 병립 불가능한 행동에 대한 차별 강화, 행동을 적게 보일 때 차별 강화하는 방법 등이 있다.

## 대체 행동 교수
대체행동을 가르칠 때 유의할 점은 문제행동이 발생하기 전 또는 문제행동의 부재 시기에 가르쳐야 한다는 점이다. 보통의 경우, 문제 행동이 일어나는 중이거나 직후에 가르치는데, 이것은 적절하지 않다. 이때 아이는 배울 준비가 되어 있지 않고, 교사도 마찬가지로 화가 나 있거나 좌절되어 있어서 긍정적이고 인내심 많은 교사가 되기 쉽지 않다. 기능평가를 통해 문제 행동이 발생될 가능성이 높은(혹은 있는) 상황을 파악하고, 그러한 상황 이전에 대체행동을 가르쳐야 한다. 그래야 아이가 대체행동을 잘 배울 수 있고, 그 결과 잘못된 행동을 정정할 필요를 미리 제거할 수 있다. 다시 말해서, 긍정적 행동 지원에서는 문제 행동이 발생하기 전에 조처를 취하는 사전 대처 (proactive) 전략이 매우 중요하다. 이것을 사전교정(precorrection)이라고도 한다.

## 주의할 점
다수의 행동주의 중재가 문제행동 제거나 감소를 중재 목표로 삼고 따라서 문제행동 제거나 감소를 낳는 경우가 많지만, 그것이 문제를 다 해결하는 것은 아니다. 예를 들면, 좌절 상황에서 뺨을 때리는 아이의 경우, 뺨을 때리는 행위를 중단시키는 것만으로 충분한 문제 해결은 아니다. 아이에게 좌절 상황에 대처하는 방법을 가르치지 않으면, 다른 문제 행동, 예를 들면 머리를 벽에 부딪치기 등의 자해 행동이 대신 나타날 수도 있다. 따라서, 행동지원 계획은 기능적 행동 평가에 기반하여 행동의 기능을 먼저 파악한 후 그 기능을 효과적으로 대체해 줄 수 있는 바람직한 행동을 찾아 가르치는 긍정적 지원 계획이어야 한다.

## 긍정적 행동계획 수립 절차
긍정적 행동 계획을 수립하는 절차는 다음과 같다.
1. 특정 문제가 발생할 가능성이 높은 상황이나 맥락을 판별해낸다.
2. 문제가 덜 발생하도록 맥락을 조정한다.
3. 적절한 행동을 연습하게 하고, 강화를 주며, 필요한 때에 적절한 행동을 하도록 촉구하며, 학생의 진보를 점검한다.

## 긍정적 행동계획 수립 절차시 고려할 사항
긍정적 행동지원 계획을 수립할 때 고려할 사항은 다음과 같다.
1. 행동지원 계획은 교사, 가족 및 지원인력이 아동의 행동을 어떻게 변화시킬 것인지에 대해 초점을 맞추어야 한다.
2. 계획은 기능평가 정보에 기초하여 작성되어야 한다.
3. 계획은 기술적으로 견고해야 한다. 행동계획은 경험적으로 확립된 응용행동분석의 원칙과 절차에 기초해야 한다.
4. 계획은 실시할 책임이 있는 인사의 가치, 자료 및 기술에 적합하도록 작성되어야 한다.

## 같이 보기
- 강화 (심리학)
- 체계적 둔감화
- 통합교육

## 참고 문헌
1. ↑  Robert O'Neill. (2004). Posiive Behavior Supports. In C. H. Kennedy & E. M. Horn. Including students with severe disabilties. Boston: Pearson Education Inc.
2. ↑  Ron Leaf & John McEachin(1999). A work in progress: Behavior management strategies and a curriculum for intensive behavioral treatment of autism. New York: DRL Books.
3. ↑  Kaufman, H. M. (2008). Characteristics of emotional and behavioral disorders of children and youth (9th ed.). Upper Saddle River, NJ: Merril/Prentice-Hall. 139-140.
4. ↑  정대영(2001). 문제행동의 기능평가와 행동지원. 파주: 양서원. 97.